# Music Awards Japan 2025
Die Music Awards Japan 2025 war die erstmalige Verleihung des gleichnamigen Musikpreises, die von der CEIPA, einem Zusammenschluss von fünf führenden Organisationen der japanischen Musikindustrie, ausgerichtet wird.
Die Preisverleihung fand am 21. und 22. Mai 2025 im ROHM Theater in Kyōto, Präfektur Kyōto statt und wurde weltweit im Fernsehen sowie auf YouTube gezeigt. Der Singer-Songwriter Kaze Fujii erhielt mit 17 die meisten Nominierungen, gefolgt vom Hip-Hop-Duo Creepy Nuts (15), dem J-Pop-Duo Yoasobi (14) und der Pop-Rock-Band Mrs. Green Apple mit 11 Nominierungen.
Als Moderator führte Masaki Suda am 22. Mai 2025 durch die Veranstaltung.
Das Hip-Hop-Duo Creepy Nuts erhielt mit neun gewonnenen Preisen die meisten Auszeichnungen.

## Hintergrund
Hintergründe für die Schaffung der Music Awards Japan sind das geänderte Musikkonsumverhalten, welches in den letzten Jahren rasant vom Kauf physischer Tonträger hin zu digitalen Medien wie Musikdownloads und Musikstreaming bewegt hat.
Außerdem wurde die schwächelnde Musikindustrie Japans infolge der kleiner werdenden Bevölkerungszahl aufgrund der sinkenden Geburtenrate, die eine Öffnung des japanischen Musikmarktes notwendig mache, als Grund angeführt.

## Showcases und MAJ Music Week
Ende Januar 2025 kündigte die CEIPA für den 16. März gleichen Jahres ein Konzert der Sängerin Ado, der Idol-Gruppe Atarashii Gakko! und des Popduos Yoasobi an, das im Peacock Theater in Los Angeles, Kalifornien ausgetragen wird. Dies ist das erste von mehreren geplanten Showcases, die vor der Verleihung der Music Awards Japan ausgetragen werden sollen.
In der Woche der Preisverleihung findet die MAJ Music Week statt. Im Rahmen dieser Veranstaltung sind vom 17. bis 23. Mai 2025 Konzerte, Konferenzen und Seminare geplant. Die Verleihung der Musikpreise am 21. und 22. Mai 2025 wird im japanischen Fernsehen auf NHK gezeigt. Zudem wird die Veranstaltung weltweit auf YouTube im Livestream ausgestrahlt.

## Ablauf
| Zeitraum            | Ereignis                                                   |
| ------------------- | ---------------------------------------------------------- |
| Februar – März 2025 | Bestimmung der nominierungsberechtigten Künstler und Werke |
| April 2025          | Auswahl der Nominierungen durch ein nationales Panel       |
| 17. April 2025      | Bekanntgabe der Nominierungen                              |
| Mai 2025            | Auswahl der Gewinner durch ein internationales Panel       |
| 17.–23. Mai 2025    | MAJ Music Week                                             |
| 21.–22. Mai 2025    | Verleihung der Preise                                      |

Ein Pool mit möglichen Nominierten wird durch ein automatisiertes Auswahlsystem anhand der Metriken von Billboard Japan, Oricon, GfK Japan, Luminate, USEN, der Daiichi Kosho Company, der JASRAC und weiteren Quellen gebildet. Um für eine Nominierung in Betracht zu kommen, muss ein Künstler mindestens ein Werk im Zeitraum zwischen dem 29. Januar 2024 und dem 26. Januar 2025 veröffentlicht haben.
Aus diesem generierten Pool wählt ein Panel, bestehend aus Personen der nationalen Musikindustrie, für jede Kategorie fünf Nominierungen aus. Im Anschluss wählt ein internationales, aus 5.000 Personen der Musikindustrie bestehendes Panel den Gewinner jeder Kategorie aus. Die Nominierungen und Gewinner in zwei Kategorien werden indes durch die Allgemeinheit in Form einer Abstimmung auf Spotify ermittelt.
Der Ablaufprozess der Panelabstimmung findet in zwei Runden statt, wobei jedes stimmberechtigte Mitglied bis zu fünf Titel auswählen kann. Dabei darf auch einmal für ein eigenes Werk oder ein Werk an dem das abstimmende Mitglied in anderweitiger Funktion beteiligt gewesen ist, sofern diese nominierungsberechtigt sind, abstimmen. In der zweiten Abstimmungsrunde sind neben dem internationalen Panel nur Mitglieder stimmberechtigt, die auch an der ersten Abstimmung teilgenommen haben.

## Live-Performances
| Künstler                            | Lieder                                        |
| Eröffnungszeremonie am 21. Mai 2025 | Eröffnungszeremonie am 21. Mai 2025           |
| ----------------------------------- | --------------------------------------------- |
| The Spellbound                      | Kick It Out 1                                 |
| LEO                                 | Thousand Knives                               |
| Show-Go                             | Beatboxing                                    |
| Kōhei Ueno                          | Uno Ueno                                      |
| Azumi Takahashi                     | And I Am Telling You I’m Not Going 2          |
| Hauptshow am 22. Mai 2025           |                                               |
| Verschiedene Künstler 3             | Rydeen Remix                                  |
| Awich (featuring AI, NENE, MaRI)    | Bad Bitch Bigaku Remix                        |
| Awich                               | Butcher Shop                                  |
| Ai (featuring Awich)                | Not So Different                              |
| Chanmina                            | Harenchi, King, Bijin, Work Hard 4            |
| Creepy Nuts                         | Bling-Bang-Bang-Born                          |
| Eikichi Yazawa                      | It’s Up to You, Tomaranai Ha〜Ha, Yes My Love |
| Kaze Fujii                          | Michiteyuku                                   |
| Mrs. Green Apple                    | Darling                                       |
| Hikaru Utada 5                      | Electricity                                   |
| Yoasobi                             | Players                                       |

## Gewinner und Nominierungen
Am 14. März 2025 wurde angekündigt, dass ungefähr 3.000 Kandidaten für eine Nominierung infrage kommen, darunter für die Hauptkategorien: 256 Werke für Song of the Year, 167 Künstler für Artist of the Year, 171 Alben für Album of the Year, 61 Musiker und Musikgruppen für New Artist of the Year, 100 Lieder für Top Global Hit from Japan sowie 24 Stücke für Best Song Asia. Die Nominierungen in 50 Kategorien wurden am 17. April 2025 bekanntgegeben. Vier Tage später wurde bekannt, dass die Nominierung des Liedes Show der Sängerin Ado in der Kategorie Best Anime Song zurückgezogen wurde, da dieses nicht den Nominierungskriterien entsprach.
Der Preis in der Kategorie Best Enka/Kayōkyoku wurde bereits am 19. Mai 2025 vorab verkündet. Am 21. Mai 2021 wurden die Gewinner in mehr als 40 Kategorien vorgestellt, am zweiten Tag wurden die restlichen Preisträger verkündet.

### Hauptpreise

#### Artist of the Year
| Preisträger      | Außerdem nominiert                    |
| ---------------- | ------------------------------------- |
| Mrs. Green Apple | Creepy Nuts Kaze Fujii Vaundy Yoasobi |

#### Album of the Year
| Preisträger                     | Außerdem nominiert                                                                                     |
| ------------------------------- | --- |
| Kaze Fujii – Love All Serve All | Mrs. Green Apple – Antenna Kenshi Yonezu – Lost Corner Vaundy – replica Hikaru Utada – Science Fiction |

#### Top Global Hit from Japan
| Preisträger               | Außerdem nominiert |
| ------------------------- | --- |
| Yoasobi – Idol (アイドル) | Lotus Juice & Azumi Takahashi – It’s Going Down Now XG – Woke Up Kaze Fujii – Shinunoga E-Wa (死ぬのがいいわ) Miki Matsubara – Mayonaka no Door (Stay with Me) (真夜中のドア～stay with me) |

#### New Artist of the Year
| Preisträger | Außerdem nominiert                                |
| ----------- | ------------------------------------------------- |
| tuki.       | Fruits Zipper Number_i Omoinotake Kocchi no Kento |

#### Song of the Year
| Preisträger                        | Außerdem nominiert |
| ---------------------------------- | --- |
| Creepy Nuts – Bling-Bang-Bang-Born | Rosé feat. Bruno Mars – Apt. Yoasobi – Idol (アイドル) Kaze Fujii – Michiteyuku (満ちてゆく) Mrs. Green Apple – Lilac (ライラック) |

#### Best Song Asia
| Preisträger       | Außerdem nominiert                                                                                   |
| ----------------- | --- |
| aespa – Supernova | Bernadya – Satu Bulan Regina Song – the cutest pair Plave – Way 4 Luv Jeff Satur – Ghost (ซ่อน(ไม่)หา) |

### Nebenkategorien

#### Best Japanese Song
| Preisträger                        | Außerdem nominiert |
| ---------------------------------- | --- |
| Creepy Nuts – Bling-Bang-Bang-Born | Yoasobi – Idol (アイドル) Kenshi Yonezu – Sayonara, Mata Itsuka! (さよーならまたいつか!) Kaze Fujii – Michiteyuku (満ちてゆく) Mrs. Green Apple – Lilac (ライラック) |

#### Top Japanese Song in Asia
| Preisträger           | Außerdem nominiert                                                                                                  |
| --------------------- | --- |
| Kenshi Yonezu – Lemon | Creepy Nuts – Bling-Bang-Bang-Born Imase – Night Dancer Yoasobi – Idol (アイドル) Yuuri – Betelgeuse (ベテルギウス) |

#### Top Japanese Song in Europe
| Preisträger                        | Außerdem nominiert                                                                                                   |
| ---------------------------------- | --- |
| Creepy Nuts – Bling-Bang-Bang-Born | Kenshi Yonezu – Kick Back Teriyaki Boyz – Tokyo Drift (Fast & Furious) King Gnu – Specialz Yoasobi – Idol (アイドル) |

#### Top Japanese Song in Latin America
| Preisträger                        | Außerdem nominiert |
| ---------------------------------- | --- |
| Creepy Nuts – Bling-Bang-Bang-Born | Imase – Night Dancer King Gnu – Specialz Yoasobi – Idol (アイドル) Miki Matsubara – Mayonaka no Door (Stay with Me) (真夜中のドア～stay with me) |

#### Top Japanese Song in North America
| Preisträger                        | Außerdem nominiert |
| ---------------------------------- | --- |
| Creepy Nuts – Bling-Bang-Bang-Born | Lotus Juice & Azumi Takahashi – It’s Going Down Now Kenshi Yonezu – Kick Back King Gnu – Specialz Miki Matsubara – Mayonaka no Door (Stay with Me) (真夜中のドア～stay with me) |

#### Best J-Rock Song
| Preisträger         | Außerdem nominiert |
| ------------------- | --- |
| King Gnu – Specialz | Omoinotake – Ikuokukonen (幾億光年) Vaundy – Kaijū no Hana Uta (怪獣の花唄) 10-Feet – Dai Zero-kan (第ゼロ感) Mrs. Green Apple – Lilac (ライラック) |

#### Best Japanese Hip Hop/Rap Song
| Preisträger                        | Außerdem nominiert |
| ---------------------------------- | --- |
| Creepy Nuts – Bling-Bang-Bang-Born | Chanmina – B-List (B級) XG – Woke Up Kenji Ozawa feat. Scha Dara Parr – Konya wa Boogie Back (今夜はブギー・バック) Yūki Chiba – Team Tomodachi (チーム友達) |

#### Best Japanese R&B/Contemporary Song
| Preisträger              | Außerdem nominiert |
| ------------------------ | --- |
| Hikaru Utada – Automatic | Hikaru Utada – First Love Ayumu Imazu – Obsessed Tatsuro Yamashita – Ride On Time AI – Story Kaze Fujii – Kirari (きらり) Kaze Fujii – Shinunoga E-Wa (死ぬのがいいわ) Kaze Fujii – Hana (花) Kaze Fujii – Michiteyuku (満ちてゆく) Chanmina – Harenchi (ハレンチ) |

#### Best Japanese Dance Pop Song
| Preisträger                        | Außerdem nominiert                                                                                       |
| ---------------------------------- | --- |
| Creepy Nuts – Bling-Bang-Bang-Born | Da-iCE – I wonder Yoasobi – Idol (アイドル) Atarashii Gakko! – Otona Blue (オトナブルー) Ado – Show (唱) |

#### Best Japanese Alternative Song
| Preisträger                      | Außerdem nominiert |
| -------------------------------- | --- |
| Hitsujibungaku – more than words | Hitsujibungaku – Burning TOMOO – Present Rikon Densetsu – Love Is More Mellow (愛が一層メロウ) Rikon Densetsu – Honjitsuno Osusume (本日のおすすめ) Mega Shinnosuke – Ai to U (愛とU) jo0ji – Worksong (ワークソング) |

#### Best Japanese Singer-Songwriter Song
| Preisträger                             | Außerdem nominiert |
| --------------------------------------- | --- |
| Vaundy – Kaijū no Hana Uta (怪獣の花唄) | Kenshi Yonezu – Sayōnara, Mata Itsuka! (さよーならまたいつか!) tuki. – Bansanka (晩餐歌) Aimyon – Marigold (マリーゴールド) Kaze Fujii – Michiteyuku (満ちてゆく) |

#### Best Idol Culture Song
| Preisträger                                                                   | Außerdem nominiert |
| ----------------------------------------------------------------------------- | --- |
| Fruits Zipper – Watashi no Ichiban Kawaii Tokoro (わたしの一番かわいいところ) | Arashi – Love so sweet Snow Man – Love Trigger Cutie Street – Kawaii Dake ja Dame Desu ka? (かわいいだけじゃだめですか?) Chō Tokimeki Sendenbu – Saijokyu ni Kawaii no! (最上級にかわいいの!) |

#### Best Anime Song
| Preisträger                 | Außerdem nominiert |
| --------------------------- | --- |
| Yoasobi – Idol (アイドル) B | Creepy Nuts – Bling-Bang-Bang-Born A Ado – Show (唱) C 10-Feet – Dai Zero-kan (第ゼロ感) D Mrs. Green Apple – Lilac (ライラック) E |

#### Best Enka/Kayōkyoku
| Preisträger                                | Außerdem nominiert |
| ------------------------------------------ | --- |
| Keisuke Yamauchi – Kurenai no Chō (紅の蝶) | Leon Shinhama – Subete Ageyō (全てあげよう) SHOW-WA – Kimi no Ōji-sama (君の王子様) Junretsu – Yumemita Kajitsu (夢みた果実) MATSURI – Avu~anchūru nakameguro (アヴァンチュール中目黒) |

#### Best Revival Hit Song
| Preisträger                                            | Außerdem nominiert |
| ------------------------------------------------------ | --- |
| Eiichi Ohtaki – Peppermint Blue (ペパーミント・ブルー) | Kiroro – Best Friend Hikaru Utada – Hikari (光) Toshiyuki Nishida – Moshi mo Piano ga Hiketanara (もしもピアノが弾けたなら) Asian Kung-Fu Generation – Rewrite (リライト) |

#### Best Cross-Border Collaboration Song
| Preisträger                                           | Außerdem nominiert |
| ----------------------------------------------------- | --- |
| Kaze Fujii (produziert von A. G. Cook) – Feelin’ Good | One Ok Rock feat. Dan Lancaster (produziert von Rob Cavallo) – Delusion:All Megan Thee Stallion feat. Yūki Chiba – Mamushi Babymetal feat. Electric Callboy – Ratatata Hikaru Utada (produziert von A. G. Cook) – Naniiro de mo Nai Hana (何色でもない花) |

#### Best Instrumental Song
| Preisträger              | Außerdem nominiert                                                                                              |
| ------------------------ | --- |
| Nujabes – Aruarian Dance | Jazztronik – Evoke Special Others – Good Song Ovall – Stargazer CHO CO PA CO CHO CO QUIN QUIN – Chichibu (秩父) |

#### Best Vocaloid Culture Song
| Preisträger                       | Außerdem nominiert |
| --------------------------------- | --- |
| Kurousa-P – Senbonzakura (千本桜) | Sasuke Haraguchi – Igaku (イガク) Yoshida Yasei – Override (オーバーライド) Hiiragi Magnetite – Tetris (テトリス) Satsuki – Mesmerizer (メズマライザー) |

#### Best Music Video
| Preisträger               | Außerdem nominiert |
| ------------------------- | --- |
| Yoasobi – Idol (アイドル) | Creepy Nuts – Bling-Bang-Bang-Born Kocchi no Kento – Hai Yorokonde (はいよろこんで) Kaze Fujii − Michiteyuku (満ちてゆく) Mrs. Green Apple – Lilac (ライラック) |

#### Best Dance Performance
| Preisträger                                  | Außerdem nominiert                                                             |
| -------------------------------------------- | ------------------------------------------------------------------------------ |
| Atarashii Gakko! – Otona Blue (オトナブルー) | Number_i – GOAT Sekai no Owari – Habit Da-iCE – I wonder Be:First – Masterplan |

#### Best Viral Song
| Preisträger                        | Außerdem nominiert |
| ---------------------------------- | --- |
| Creepy Nuts – Bling-Bang-Bang-Born | Yoasobi – Idol (アイドル) Cutie Street – Kawaii Dake ja Dame Desu ka? (かわいいだけじゃだめですか?) Chō Tokimeki Sendenbu – Saijokyu ni Kawaii no! (Saijokyu ni Kawaii no!) Kochhi no Kento – Hai Yorokonde (はいよろこんで) |

#### Listener’s Choice: Japanese Song
| Preisträger     | Außerdem nominiert |
| --------------- | --- |
| Number_i – GOAT | Number_i – BON Number_i – INZM Be:First – Masterplan Be:First – Blissful INI – Loud INI – WMDA (Where My Dreams At) JO1 – Love Seeker NEWS – Chankapāna (チャンカパーナ) Cutie Street – Kawaii Dake ja Dame Desu ka? (かわいいだけじゃだめですか?) Kaze Fujii – Michiteyuku (満ちてゆく) Kaze Fujii – Hana (花) Sakurazaka46 – Jigōjitoku (自業自得) Sakurazaka46 – Ikutsu no Koro ni Modoritai no ka? (何歳の頃に戻りたいのか？) Fruits Zipper – Watashi no Ichiban Kawaii Tokoro (わたしの一番かわいいところ) NiziU – Sweet Nonfiction Mrs. Green Apple – Lilac (ライラック) GEMN – Fatale (ファタール) MiSaMo – New Look ME:I – Click XG – Woke Up Da-iCE – I wonder Kenshi Yonezu – Sayōnara, Mata Itsuka! (さよーならまたいつか！) THE RAMPAGE from EXIL TRIBE – 24karats GOLD GENESIS King Gnu – Specialz King Gnu – Nekko (ねっこ) Creepy Nuts – Bling-Bang-Bang-Born Yoasobi – Idol (アイドル) Yorushika – Sunny (晴る) Omoinotake – Ikuokukonen (幾億光年) |

#### Karaoke of the Year: J-Pop
| Preisträger                           | Außerdem nominiert |
| ------------------------------------- | --- |
| Mrs. Green Apple – Lilac (ライラック) | Creepy Nuts – Bling-Bang-Bang-Born Mrs. Green Apple – Que Sera Sera (ケセラセラ) Omoinotake – Ikuokukonen (幾億光年) tuki. – Bansanka (晩餐歌) |

#### Karaoke of the Year: Enka/Kayōkyoku
| Preisträger                               | Außerdem nominiert |
| ----------------------------------------- | --- |
| Yoshimi Tendo – Shōwa katagi (昭和かたぎ) | Kosui Iwamoto – Taki no Renka (瀧の恋歌) Natsumi Kawano – Kita no Renjōka (北の恋情歌) Naoki Sanada – 246 Junko Akimoto – Hitorigoto (ひとりごと) |

#### Oshi-Katsu Request Artist of the Year
| Preisträger | Außerdem nominiert                                                           |
| ----------- | ---------------------------------------------------------------------------- |
| Number_i    | Be:First INI JO1 King & Prince NiziU SB19 Tomorrow X Together V Sakurazaka46 |

#### Special Award: Radio
| Preisträger                                           | Außerdem nominiert                                                                                                 |
| ----------------------------------------------------- | --- |
| Rikon Densetsu – Love Is More Mellow (愛が一層メロウ) | Hitsujibungaku – more than words Omoinotake – Ikuokukonen (幾億光年) Retroriron – Asedō (焦動) jo0ji – Dasa (駄叉) |

#### Best Dance/Electronic Song
| Preisträger                              | Außerdem nominiert |
| ---------------------------------------- | --- |
| Wednesday Campanella – Edison (エジソン) | Testset – Moneyman Chari Chari – Of Mystic Rhythms [Psychic Thermometry Mix] Towa Tei feat. Takkyu Ishino – Typical! Denki Groove – Denki Groove 34-shūnen no Uta (電気グルーヴ34周年の歌) |

#### Best DJ
| Preisträger | Außerdem nominiert                                           |
| ----------- | ------------------------------------------------------------ |
| DJ Nobu     | Dazzle Drums DJ Koco aka Shimokita okadada ¥ØU$UK€ ¥UK1MAT$U |

#### Song of the Year for Creators
| Preisträger                     |
| ------------------------------- |
| Ayase – Idol (アイドル) Yoasobi |

#### Grand Prix Engineer
| Preisträger | Außerdem nominiert |
| --- | --- |
| Katsutoshi Kitamura, Eiji Uchinuma – Mixer's Lab Sound Series Vol.4 "Chiisana Hana" von Kenichi Tsunoda Big Band | Toshiyasu Shiozawa, Hiroshi Satō – 5. Sinfonie, Zweiter Satz von Andrea Pattistoni und dem Tokyo Philharmonic Orchestra Hidekazu Sakai, Hideyuki Matsuhashi – Sweetest Tune von Travis Japan Kōji Suzuki – Music of the Sphere - Immersive Classics’s: "Metamorphosis I - For Two Pianos" von Yoshitake Hasegawa und Yukari Gotō Toshirō Kai – Anniversary EPs "Boku Note (For 20th Anniversary with Orchestra)" von Sukima Switch |

#### Best Jazz Album
| Preisträger                                                     | Außerdem nominiert                                                                           |
| --------------------------------------------------------------- | -------------------------------------------------------------------------------------------- |
| Akiko Yano & Hiromi Uehara – Step Into Paradise – Live in Tokyo | Makoto Ozone – Day 1 Sadao Watanabe – Peace Seiko Matsuda – Seiko Jazz 3 Ovall – Still Water |

#### Best Classical Album
| Preisträger             | Außerdem nominiert |
| ----------------------- | --- |
| Ryūichi Sakamoto – Opus | Nobuyuki Tsujii – The Best Hayato Kadono – Human Universe Joe Hisaishi – A Symphonic Celebration – Music from the Studio Ghibli Films of Hayao Miyazaki Fujiko Hemming – Kiseki no Campanella (奇蹟のカンパネラ) |

#### Best Japanese Song Artist
| Preisträger      | Außerdem nominiert                      |
| ---------------- | --------------------------------------- |
| Mrs. Green Apple | Vaundy Yoasobi Kaze Fujii Kenshi Yonezu |

#### Best J-Rock Artist
| Preisträger | Außerdem nominiert                                        |
| ----------- | --------------------------------------------------------- |
| King Gnu    | Mrs. Green Apple Official Hige Dandism One Ok Rock Vaundy |

#### Best Japanese Hip Hop/Rap Artist
| Preisträger | Außerdem nominiert           |
| ----------- | ---------------------------- |
| Creepy Nuts | Awich XG Yūki Chiba Chanmina |

#### Best Japanese R&B/Contemporary Artist
| Preisträger  | Außerdem nominiert                                |
| ------------ | ------------------------------------------------- |
| Hikaru Utada | Chanmina Kaze Fujii Gen Hoshino Tatsuro Yamashita |

#### Best Japanese Dance Pop Artist
| Preisträger      | Außerdem nominiert                            |
| ---------------- | --------------------------------------------- |
| Atarashii Gakko! | Be:First Creepy Nuts Mrs. Green Apple Yoasobi |

#### Best Japanese Alternative Artist
| Preisträger    | Außerdem nominiert                   |
| -------------- | ------------------------------------ |
| Hitsujibungaku | Kroi Rikon Densetsu Tomoo Toki Asako |

#### Best Japanese Singer/Songwriter
| Preisträger | Außerdem nominiert                       |
| ----------- | ---------------------------------------- |
| Kaze Fujii  | Aimyon Hikaru Utada Vaundy Kenshi Yonezu |

#### Best Idol Artist/Group
| Preisträger | Außerdem nominiert                          |
| ----------- | ------------------------------------------- |
| Snow Man    | Cutie Street Fruits Zipper NiziU Nogizaka46 |

#### Best International Pop Song in Japan
| Preisträger                  | Außerdem nominiert |
| ---------------------------- | --- |
| Rosé feat. Bruno Mars – Apt. | Lady Gaga feat. Bruno Mars – Die with a Smile Sabrina Carpenter – Espresso Taylor Swift feat. Post Malone – Fortnight Beyoncé – Texas Hold ’Em |

#### Best International Rock Song in Japan
| Preisträger                         | Außerdem nominiert |
| ----------------------------------- | --- |
| Coldplay – feelslikeimfallinginlove | Green Day – The American Dream Is Killing Me Linkin Park – The Emptiness Machine Post Malone feat. Morgan Wallen – I Had Some Help Bon Jovi – Legendary |

#### Best International Hip Hop Song in Japan
| Preisträger                  | Außerdem nominiert |
| ---------------------------- | --- |
| Kendrick Lamar – Not Like Us | Snoop Dogg feat. Sting – Another Part of Me Kendrick Lamar feat. SZA – Luther Megan Thee Stallion feat. Yūki Chiba – Mamushi Eminem feat. Big Sean & BabyTron – Tobey |

#### Best International R&B/Soul Song in Japan
| Preisträger                                              | Außerdem nominiert                                                                             |
| -------------------------------------------------------- | ---------------------------------------------------------------------------------------------- |
| Ariana Grande – We Can’t Be Friends (Wait for Your Love) | The Weeknd – Dancing In The Flames Norah Jones – Running SZA – Saturn Beyoncé – Texas Hold ’Em |

#### Best International Alternative Song in Japan
| Preisträger                        | Außerdem nominiert |
| ---------------------------------- | --- |
| Billie Eilish – Birds of a Feather | Billie Eilish – Chihiro Billie Eilish – Lunch Vampire Weekend – Classical Ginger Root – No Problems Keshi – Say Mina Okabe – Strong |

#### Best K-Pop Song in Japan
| Preisträger      | Außerdem nominiert |
| ---------------- | --- |
| NewJeans – Ditto | BTS – Dynamite Illit – Magnetic Le Sserafim – Perfect Night NewJeans – Supernatural aespa – Supernova aespa – Whiplash |

#### Special Award: Korean Popular Music
| Preisträger              |
| ------------------------ |
| Seventeen - God of Music |

#### Special Award: Chinese Popular Music
| Preisträger                                                           |
| --------------------------------------------------------------------- |
| Zhou Shen – Watch Ur Manners (chinesisch 少管我, Pinyin Shào guǎn wǒ) |

#### Special Award: Thai Popular Music
| Preisträger                    |
| ------------------------------ |
| Jeff Satur - Ghost (ซ่อน(ไม่)หา) |

#### Special Award: Indonesian Popular Music
| Preisträger                 |
| --------------------------- |
| Salma Salsabil – Bunga Hati |

#### Special Award: Vietnamese Popular Music
| Preisträger           |
| --------------------- |
| Tùng Dương – Tái Sinh |

#### Special Award: Philippine Popular Music
| Preisträger                    |
| ------------------------------ |
| Lola Amour – Raining in Manila |

#### Listener’s Choice: International Song
| Preisträger                              | Außerdem nominiert |
| ---------------------------------------- | --- |
| Megan Thee Stallion feat. RM – Neva Play | Megan Thee Stallion feat. Twice – Mamushi (Remix) Megan Thee Stallion feat. Yūki Chiba – Mamushi Plave – Way 4 Luv Seventeen – Shohikigen (消費期限) NewJeans – Supernatural NewJeans – How Sweet Rosé feat. Bruno Mars – Apt. Lyodra – Pesan Terakhir TJ Monterde – Palagi Babymonster – Drip Zhou Shen – Little Joys (chinesisch 小美滿, Pinyin Xiǎo měimǎn) Illit – Magnetic Sơn Tùng M-TP – Đừng Làm Trái Tim Anh Đau aespa – Whiplash aespa – Supernova Le Sserafim – Perfect Night Le Sserafim – Crazy Lady Gaga feat. Bruno Mars – Die with a Smile Maki – Dilaw Taylor Swift feat. Post Malone – Fortnight Ernie Zakri – Masing Masing Sabrina Carpenter – Espresso Kendrick Lamar – Not Like Us Ginger Root – No Problems Bernadya – Satu Bulan Gracie Abrams – That’s So True Kendrick Lamar feat. SZA – Luther OneRepublic – Nobody Jeff Satur – Ghost (ซ่อน(ไม่)หา) |

#### MAJ Timeless Echo
| Preisträger    |
| -------------- |
| Eikichi Yazawa |

#### Honorary Award in Music-Technology
| Preisträger                                        |
| -------------------------------------------------- |
| Association of Musical Electronics Industry (AMEI) |

#### Largest Live Audience
| Preisträger |
| ----------- |
| WEST.       |